# PBC Joker Altstadt
Der PBC Joker Altstadt, vollständiger Name Pool Billard Club Joker 89 Altstadt e. V., ist ein Poolbillardverein aus Kirkel. Die erste Mannschaft des 1989 gegründeten Vereins spielt seit 2017 in der 1. Bundesliga.

## Geschichte
| Platzierungen seit 2009 | Platzierungen seit 2009   | Platzierungen seit 2009 |
| Saison                  | Liga (Spielklasse)        | Platz                   |
| ----------------------- | ------------------------- | ----------------------- |
| 2009/10                 | Verbandsliga Nord-Ost (5) | 5                       |
| 2010/11                 | Verbandsliga Nord-Ost (5) | 5                       |
| 2011/12                 | Verbandsliga Nord-Ost (5) | 1                       |
| 2012/13                 | Oberliga (4)              | 1                       |
| 2013/14                 | Regionalliga Mitte (4)    | 1                       |
| 2014/15                 | 2. Bundesliga Süd (2)     | 4                       |
| 2015/16                 | 2. Bundesliga Süd (2)     | 5                       |
| 2016/17                 | 2. Bundesliga Süd (2)     | 1                       |
| 2017/18                 | 1. Bundesliga             |                         |

Der PBC Joker Altstadt wurde 1989 im Kirkeler Ortsteil Altstadt gegründet. In der Saison 1998/99 belegte er den fünften Platz in der 2. Bundesliga. Ein Jahr später stieg er als Achtplatzierter in die Oberliga ab.
Nachdem man 2010 und 2011 in der Verbandsliga Fünfter geworden war, gewann man in der Saison 2011/12 alle 18 Ligaspiele und stieg somit in die Oberliga auf. In der folgenden Spielzeit gelang dem Verein mit neun Siegen in neun Ligaspielen der Durchmarsch in die Regionalliga. Dort belegte man mit nur einer Niederlage den ersten Platz und kehrte damit in die zweite Liga zurück, in der man 2015 Vierter und 2016 Fünfter wurde.
In der Saison 2016/17 gelang dem PBC Joker am letzten Spieltag durch einen Auswärtssieg beim PBC Hürth-Berrenrath der Aufstieg in die 1. Bundesliga.
Zur Saison 2017/18 verpflichteten die Kirkeler den deutschen 10-Ball-Meister von 2014, Sebastian Ludwig, der zuvor in der zweiten Mannschaft des BSV Dachau gespielt hatte.
2012 wurde mit Sebastian Staab in der Disziplin 10-Ball erstmals ein Mitglied des Vereins deutscher Meister im Herreneinzel. 2013 gewann er die Titel im 8-Ball und im 10-Ball, 2014 im 8-Ball.

## Zweite Mannschaft
| Platzierungen seit 2009 | Platzierungen seit 2009 | Platzierungen seit 2009 |
| Saison                  | Liga (Spielklasse)      | Platz                   |
| ----------------------- | ----------------------- | ----------------------- |
| 2009/10                 | –                       |                         |
| 2010/11                 | –                       |                         |
| 2011/12                 | Kreisliga Nord-Ost (8)  | 2                       |
| 2012/13                 | Verbandsliga (5)        | 1                       |
| 2013/14                 | Oberliga (4)            | 2                       |
| 2014/15                 | Oberliga (4)            | 2                       |
| 2015/16                 | Oberliga (4)            | 3                       |
| 2016/17                 | Oberliga (4)            | 2                       |
| 2017/18                 | Oberliga (4)            |                         |

Die zweite Mannschaft des PBC Joker Altstadt stieg 2012 als Zweiter der Kreisliga in die Verbandsliga auf. Dort erreichte sie ein Jahr später mit nur einer Niederlage den ersten Platz und schaffte damit den Aufstieg in die Oberliga. In der Oberliga verpasste sie 2014 mit einem Punkt Rückstand auf den PBC Völklingen und 2015 punktgleich mit dem PBF Blieskastel nur knapp den Aufstieg in die Regionalliga. Am Ende der Saison 2016/17 wurde sie 16 Punkte hinter dem PBC Jägersburg Vizemeister.

## Aktuelle und ehemalige Spieler
(Auswahl)
- Christopher Ahrens
- Marco Dorenburg
- Sylvio Klein
- Johannes Klingler
- Jörg Kohl
- Leon Kohl
- Sebastian Ludwig
- Sebastian Staab
- Yannick Tarillon
- Ralf Wack

## Erfolge
- Meister der 2. Bundesliga Süd: 2017